# Oxford contre Martigues
Pour plus de détails, voir Fiche technique et Distribution.
Oxford contre Martigues est un court métrage français muet, réalisé par Jean Durand en 1912.

## Synopsis
Un match de rugby est organisé entre Oxford et Martigues. La tension du match est telle que la rencontre se poursuit dans les rues, les magasins, chez les particuliers...pour se terminer dans la mer.

## Fiche technique
- Réalisation : Jean Durand
- Société de production : Société des Établissements L. Gaumont
- Édition : CCL
- Pays d'origine : France
- Format : Muet - Noir et blanc - 1,33:1 - 35 mm
- Genre :  Comédie
- Durée : 110 m, pour une version en DVD de 4 min 20 s
- Sorti le :
  -  France -  14 juin 1912

## Distribution
- Gaston Modot : Un joueur d'Oxford
- Ernest Bourbon : Un joueur d'Oxford
- Naulot : Le président du club
- Lucien Bataille : Un joueur de Martigues
- Edouard Grisollet : Le vendeur du magasin
- Madame Bréon
- Jacques Beauvais